# Kappa (mitologie)

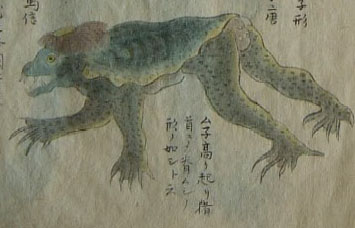
Un desen al unui kappa preluat dintr-o copie din anul 1836 a Suiko Kōryaku, de Koga Tōan (1820).

Un kappa (河童? copil-de-apă), cunoscut și sub numele de kawatarō (川太郎? băiat-de-apă), komahiki (駒引? trăgător-de-cai), kawatora (川虎? tigru-de-râu)  sau suiko (水虎? tigru-de-râu), este un demon amfibian din categoria mitologică yōkai regăsit în folclorul tradițional japonez. Kappa sunt de obicei descriși ca ființe verzi, asemănătoare oamenilor, cu mâini și picioare palmate și cu o carapace ca a unei broaște țestoase pe spate.
Conform mitologiei, Kappa apreciază castraveții și adoră să intre în luptele de sumo. Aceste creaturi mitologice posedă puteri magice, iar conform legendei Kappa preferă să utilizeze aceste puteri pentru a le face farse oamenilor. Se crede că aceștia se regăsesc în apropierea lacurilor mici, pâraielor și râurilor din Japonia.

## Terminologie

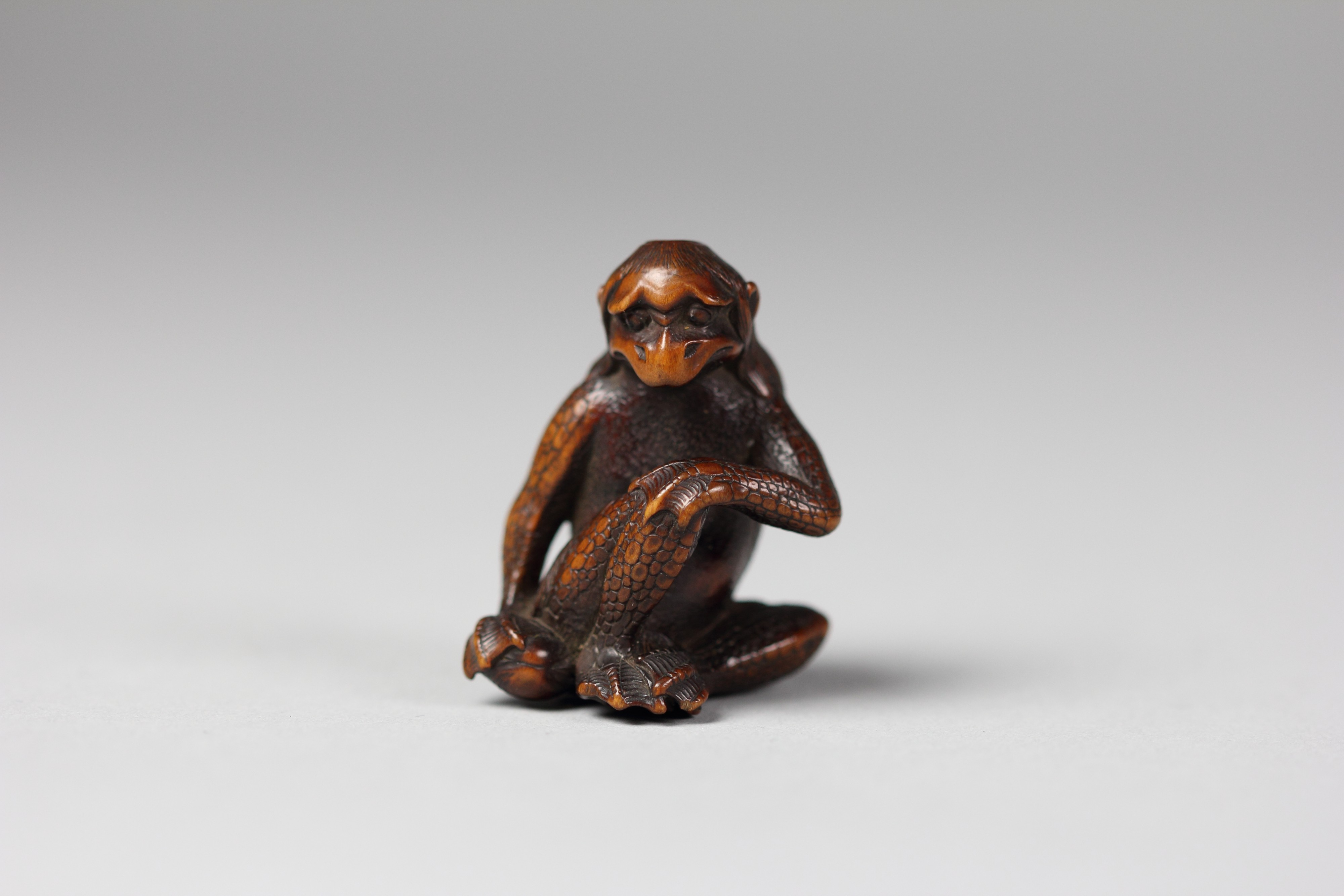
Netsuke reprezentând un kappa

Denumirea de kappa este un portmanteau ce provine de la cuvintele kawa (râu) și wappa, o variantă a lui 童 warawa (de asemenea warabe) „copil”. O altă traducere a lui kappa este cea de „sprit de apă”.  Kappa sunt, de asemenea, cunoscute regional sub o mare varietate de nume, printre care se numără: kawappa, kawako, kawatarō, gawappa, kōgo, mizushi, mizuchi, suitengu.
Denumirile kawaso, care înseamnă „vidra”, dangame „broasca țestoasă cu carapace moale” și enkō „maimuță” sugerează asemănarea exterioară a demonilor cu aceste animale.

## Descriere
Se spune că kappa prezintă o formă relativ umanoidă, fiind de mărimea unui copil și locuind în lacurile și râurile din Japonia. Creaturile sunt neîndemânatice pe uscat, dar se simt ca acasă în apă și prosperă în lunile călduroase. Culoarea lor tipică este verzuie  (sau galben-albastră), iar pielea lor poate fi acoperită cu solzi sau lipicioasă, având membre palmate și o carapace ca cea de broască țestoasă pe spate. De asemenea, mitologia spune că aceste creaturi au trei anusuri, iar în ciuda staturii mici sunt mult pai puternice din punctul de vedere al forței fizice decât un bărbat adult.
O caracteristică a acestor kappa este faptul că au o cavitate pe cap, denumită sara („farfurie” sau „bol”), care poate reține apa sau alte lichide, fiind considerată de fapt a fi sursa puterii acestor creaturi. Această cavitate trebuie să fie plină când kappa nu se află lângă o sursă de apă, iar dacă se golește sau se usucă, kappa își pierde puterile și moare. Uneori, se spune că kappa au un miros similar cu cel de pește.
Un kappa ce prezintă păr abundent este denumit hyōsube.

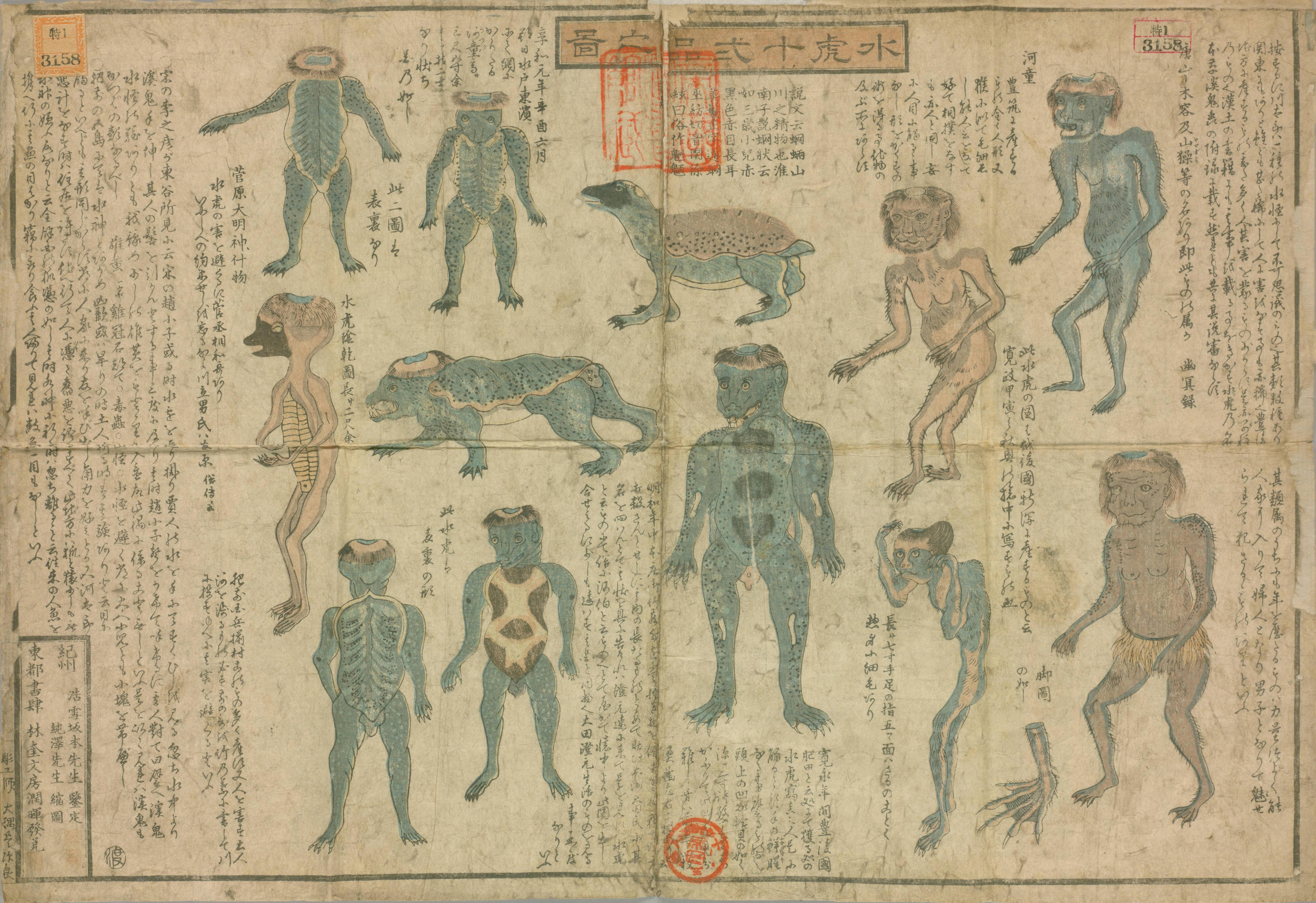
O carte în care sunt ilustrate 12 tipuri de kappa
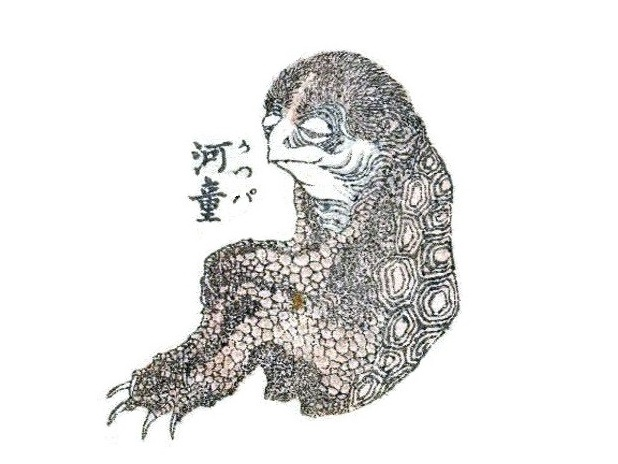
Un kappa, ilustrație de Katsushika Hokusai
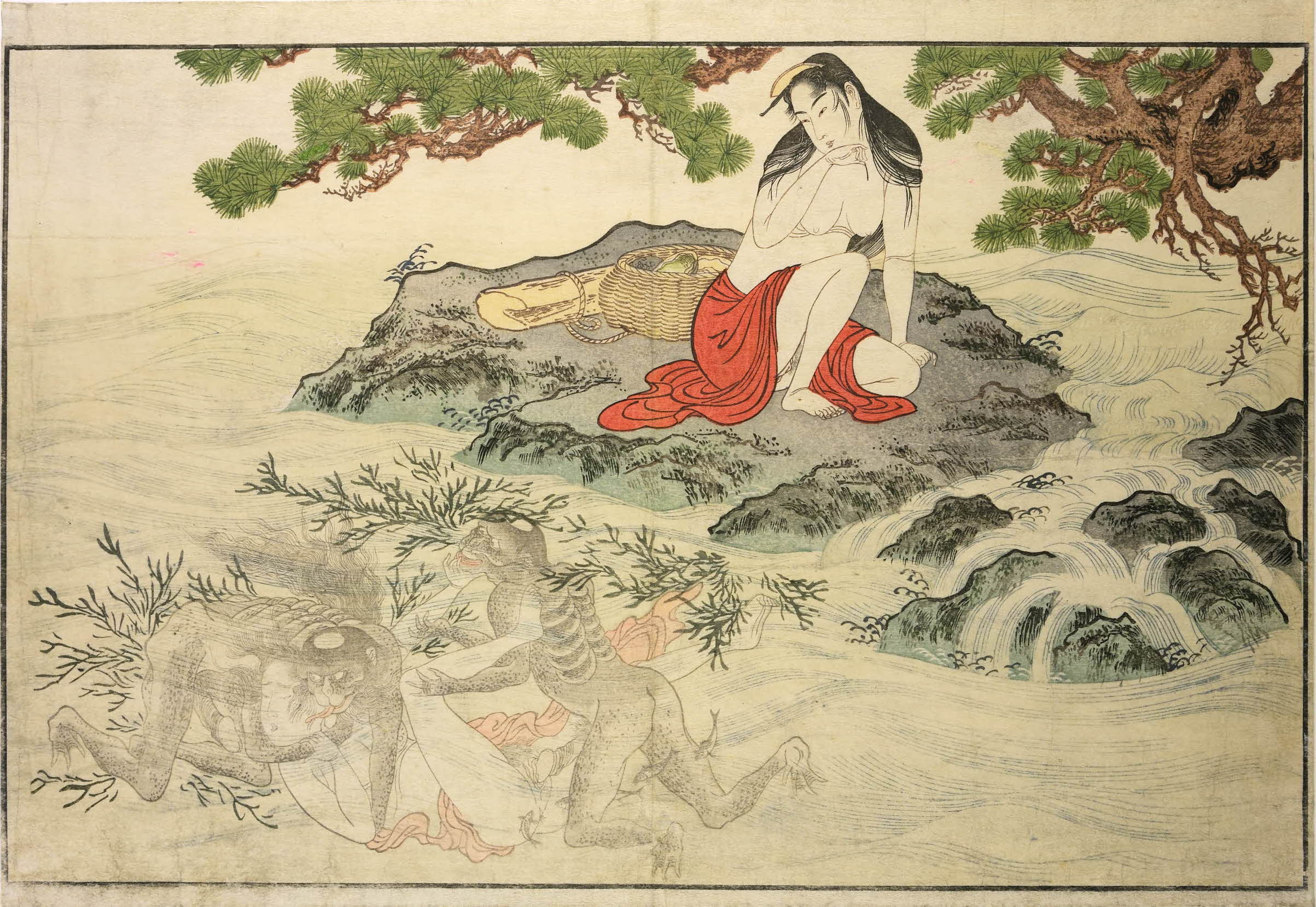
Un kappa violează un scafandru ama sub apă în Utamakura, de Utamaro
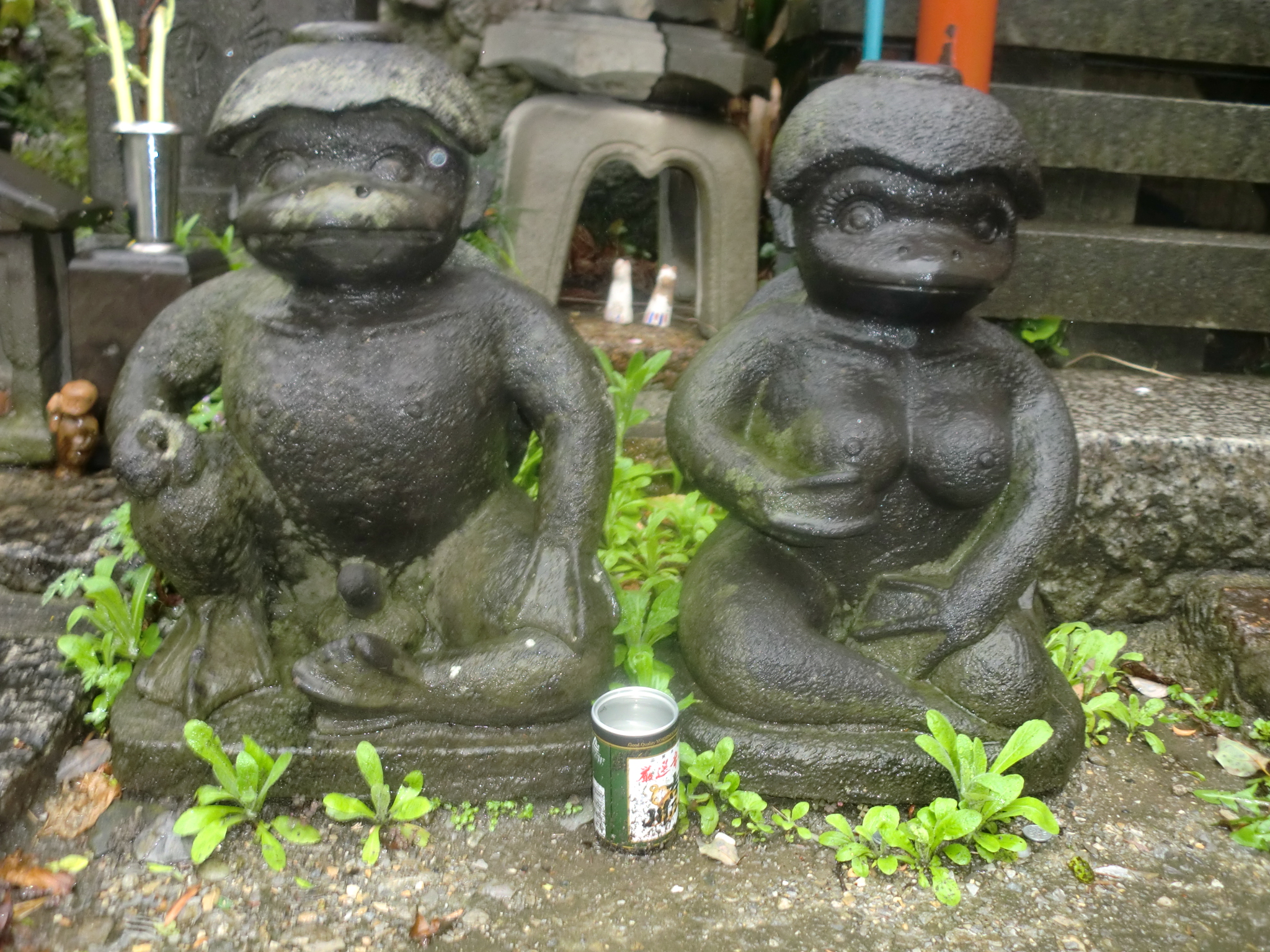
Statui reprezentând kappa femeie și bărbat la un templu Budist Sogenji din Asakusa, Tokyo